# Vätö kyrka
Vätö kyrka är en kyrkobyggnad på Vätö i Uppsala stift. Kyrkan, tillhörig Roslagsbro-Vätö församling, är belägen mellan Vätö hamn, där båtar till fastlandet tidigare anlöpte, och Vätöbron, som idag har ersatt färjetrafiken. I närheten av kyrkan ligger ruinerna av ett gråbrödrakloster. Öster om kyrkan, på en backe, står en klockstapel som uppfördes senast 1632, men som kan vara mycket äldre än så. Ursprungligen hade klockstapeln en öppen konstruktion. Vid kyrkan ligger församlingshemmet som tidigare var folkskola samt en före detta sockenstuga.

## Kyrkobyggnaden
Första gången Vätö kyrka omnämns är i en handling från 1337. Kyrkan med sakristia uppfördes sannolikt under 1300-talets första hälft. Utseendet är gotiskt inspirerat med rektangulär planform och höga spetsiga gavlar. Under slutet av 1400-talet försågs kyrkorummets tak med tegelvalv och strax därefter dekorerades hela kyrkorummet med kalkmålningar. Upphovsmannen till målningarna är okänd men de verkar vara starkt influerade av Albertus Pictor. Vapenhuset i söder uppfördes troligen under 1500-talet, ej senare än 1600-talet. Under 1700-talet vitrappades kyrkan. Under 1700-talet och 1800-talet förstorades fönstren, alternativt togs nya fönster upp. Vid en restaurering 1904 togs kyrkorummets kalkmålningar fram och kompletterades med övermålningar. Målningarna hade varit täckta med puts sedan 1750. Vid en restaurering 1952 - 1953 under ledning av arkitekten Erik Fant återställdes kalkmålningarna. Övermålningarna kunde dras bort. Samtidigt lades golvet om och vapenhuset återfick sitt sadeltak från att tidigare ha haft ett pulpettak.

## Inventarier
- Dopfunten av småländsk sandsten härstammar från Nydala kloster. Den hör till en grupp av dopfuntar som dateras till omkring 1140 - 1175.
- Predikstolen tillverkades 1746 av Olof Gerdman och är färgsatt med blå marmorering och guld.
- I koret finns en Sankt Göransbild uppställd. Den tillkom på 1500-talet och är en förenklad kopia av skulpturen i Storkyrkan, Stockholm.
- Ett triumfkrucifix från 1300-talet förvaras numera på Historiska museet.

Orgel
- 1842 byggde Pehr Olof Gullbergsson, Lillkyrka, tillsammans med Jonas Wengström, Ovanåker, en orgel, kyrkans första. Den hade ett melodiverk med 2 stämmor. Den blev invigd söndagen 24 december 1842 av kontraktsprosten Carl Fredrik Björkman. Orgeln kostade 2 600 Riksdaler Banko (334 044 kr. i 2023 års valuta) som församlingen själva sköt ihopa.[1] 1910 blev den ombyggd av Erik Henrik Erikson, Gävle.
- 1921 byggdes nuvarande orgel av Furtwängler & Hammer, Hannover, Tyskland.

### Webbkällor
- Norrtälje kommun
- anläggningspresentation
- Stockholms läns museum[död länk]
- www.roslagen.se[död länk]